# Championnats de Tunisie d'athlétisme 1959
Navigation
1958 1960
Les championnats de Tunisie d'athlétisme 1959 sont une compétition tunisienne d'athlétisme se disputant en 1959 avec 18 épreuves pour les hommes et sept pour les femmes. Sylvain Bitan, qui avait déjà battu trois fois le record de Tunisie en saut en hauteur, n'a pas déçu les attentes et l'a à nouveau amélioré.

## Palmarès
| Discipline            | Hommes                           | Hommes        | Femmes           | Femmes    |
| --------------------- | -------------------------------- | ------------- | ---------------- | --------- |
| 100 m                 | Salah Hayder                     | 11 s 3        | Delord[Qui ?]    | 15 s      |
| 200 m                 | Salah Hayder                     | 23 s 5        | Manoubia Zitouni | 33 s 2    |
| 400 m                 | Hamadi Bahri                     | 53 s          |                  |           |
| 800 m                 | Abdesselem Ben Fredj (Darghouth) | 1 min 57 s 4  | Manoubia Zitouni | 3 min 7 s |
| 1 500 m               | Abdesselem Ben Fredj (Darghouth) | 4 min 8 s 6   |                  |           |
| 5 000 m               | Rachid Ben Naceur                | 15 min 25 s 6 |                  |           |
| 10 000 m              | Ahmed Boughalem Ben Salah        | 32 min 10 s 6 | -                | -         |
| 80 m haies            |                                  |               | Manoubia Zitouni | 18 s      |
| 110 m haies           | Mohamed Haddad                   | 16 s 2        |                  |           |
| 400 m haies           | Mongi Soussi Zarrouki            | 58 s 6        |                  |           |
| 3 000 m steeple       | Hassen Amri                      | 9 min 46 s 1  |                  |           |
| Relais 4 × 100 mètres | L'Orientale                      | 47 s 7        |                  |           |
| Relais 4 × 400 mètres | L'Orientale                      | 3 min 29 s 8  |                  |           |
| Saut en longueur      | Titre non attribué               |               | Delord[Qui ?]    | 3,84 m    |
| Triple saut           | Brahim Karabi                    | 13,79 m       |                  |           |
| Saut en hauteur       | Sylvain Bitan                    | 1,87 m        | Delord[Qui ?]    | 1,20 m    |
| Saut à la perche      | Mongi Soussi Zarrouki            | 3 m           |                  |           |
| Lancer du poids       | Carlo Uzan                       | 12,23 m       | Delord[Qui ?]    | 6,79 m    |
| Lancer du disque      | Yvon Zimbris                     | 37,49 m       |                  |           |
| Lancer du marteau     | Carlo Uzan                       | 38,45 m       | -                | -         |
| Lancer du javelot     | Titre non attribué               |               |                  |           |
| Décathlon             |                                  |               |                  |           |
| Heptathlon            |                                  |               |                  |           |
| Marathon              |                                  |               |                  |           |

## Source
- Mahmoud Ellafi (dir.), Almanach du sport : 1956-1973, Tunis, Le Sport, 1974.